# Pablo Maffeo
Pablo Maffeo Becerra (Sant Joan Despí, 12 juli 1997) is een Spaans-Argentijnse voetballer die doorgaans als rechtsback speelt voor RCD Mallorca.

## Clubcarrière
Maffeo verruilde in 2013 RCD Espanyol voor Manchester City. Tijdens de tweede seizoenshelft van het seizoen 2015/16 werd hij verhuurd aan Girona. Daarvoor debuteerde hij op 7 februari 2016 in de Segunda División, tegen Gimnàstic de Tarragona. Hij viel na 81 minuten in voor Borja García. In totaal speelde hij dertien competitieduels voor Girona. Maffeo keerde in 2016 terug bij Manchester City. De Engelse club verhuurde hem in januari 2017 opnieuw voor een halfjaar aan Girona en in juli 2017 voor een heel seizoen. Maffeo vertrok na afloop van het seizoen 2017/18 definitief uit Manchester en tekende een contract tot medio 2023 bij VfB Stuttgart.

## Clubstatistieken
| Seizoen | Club            | Competitie       | Competitie | Competitie | Beker | Beker | Internationaal | Internationaal | Totaal | Totaal |
| Seizoen | Club            | Competitie       | Wed.       | Dlp.       | Wed.  | Dlp.  | Wed.           | Dlp.           | Wed.   | Dlp.   |
| ------- | --------------- | ---------------- | ---------- | ---------- | ----- | ----- | -------------- | -------------- | ------ | ------ |
| 2015/16 | Manchester City | Premier League   | 0          | 0          | 0     | 0     | 0              | 0              | 0      | 0      |
| 2015/16 | → Girona FC     | Segunda División | 13         | 0          | 0     | 0     | –              | –              | 13     | 0      |
| 2016/17 | Manchester City | Premier League   | 0          | 0          | 1     | 0     | 2              | 0              | 3      | 0      |
| 2016/17 | → Girona FC     | Segunda División | 14         | 1          | 0     | 0     | –              | –              | 14     | 1      |
| 2017/18 | → Girona FC     | Primera División | 33         | 0          | 1     | 0     | –              | –              | 34     | 0      |
| 2018/19 | VfB Stuttgart   | Bundesliga       | 8          | 0          | 1     | 0     | –              | –              | 9      | 0      |
| Totaal  | Totaal          | Totaal           | 68         | 1          | 3     | 0     | 2              | 0              | 73     | 1      |

Bijgewerkt op 2 mei 2019.

## Interlandcarrièr
Maffeo kwam uit voor verschillende Spaanse nationale jeugdelftallen. Hij debuteerde in 2016 in Spanje –19

## Privé
Maffeo is supporter van FC Barcelona. Via zijn vader is hij van Italiaanse afkomst en via zijn moeder van Argentijnse afkomst, maar hij draagt de Spaanse nationaliteit.